# Sloupno
Sloupno är en ort i Tjeckien. Den ligger i den centrala delen av landet, 80 km öster om huvudstaden Prag. Sloupno ligger 230 meter över havet och antalet invånare är 480.
Terrängen runt Sloupno är platt. Runt Sloupno är det ganska tätbefolkat, med 56 invånare per kvadratkilometer. Närmaste större samhälle är Nový Bydžov, 1,9 km söder om Sloupno. Trakten runt Sloupno består till största delen av jordbruksmark.